# Mythe de Cthulhu dans la culture
 (juillet 2016).
 (juillet 2016).

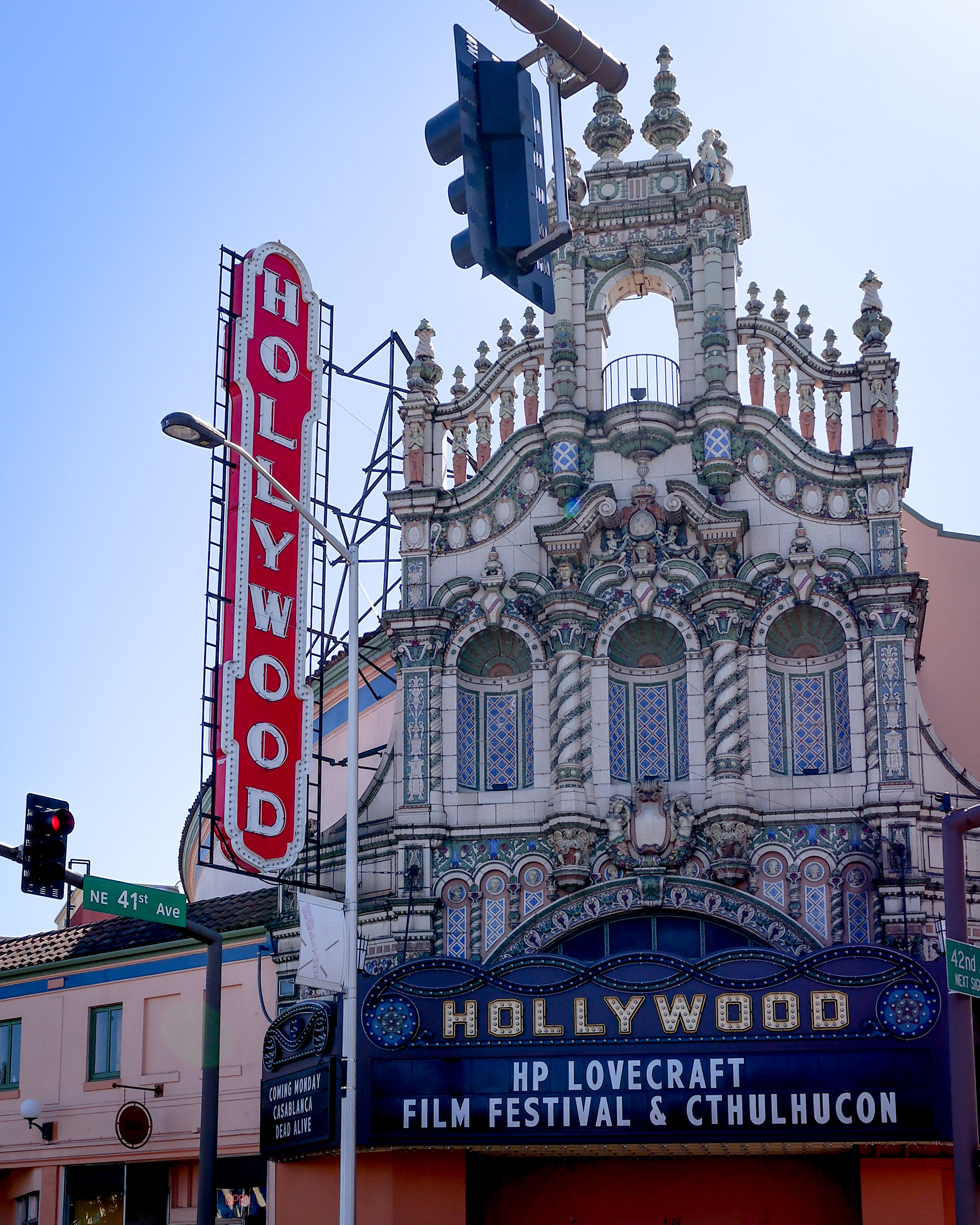
Le « H.P. Lovecraft Film Festival » au Hollywood Theater, Portland, Oregon, 2014.

Plusieurs décennies après la mort de l'écrivain Howard Phillips Lovecraft, d'autres auteurs s'inspirent du mythe de Cthulhu — développé à partir de ses écrits — pour créer à leur tour des œuvres originales se référant plus ou moins à l'univers littéraire de l'auteur.
Outre les romans et nouvelles consacrés au mythe, des adaptations avouées ou de simples références se retrouvent dans d'autres médias : films, bandes dessinées, jeux de rôle, jeux vidéo, musique rock ou classique, etc.

## Jeux de société

### Jeux de rôle

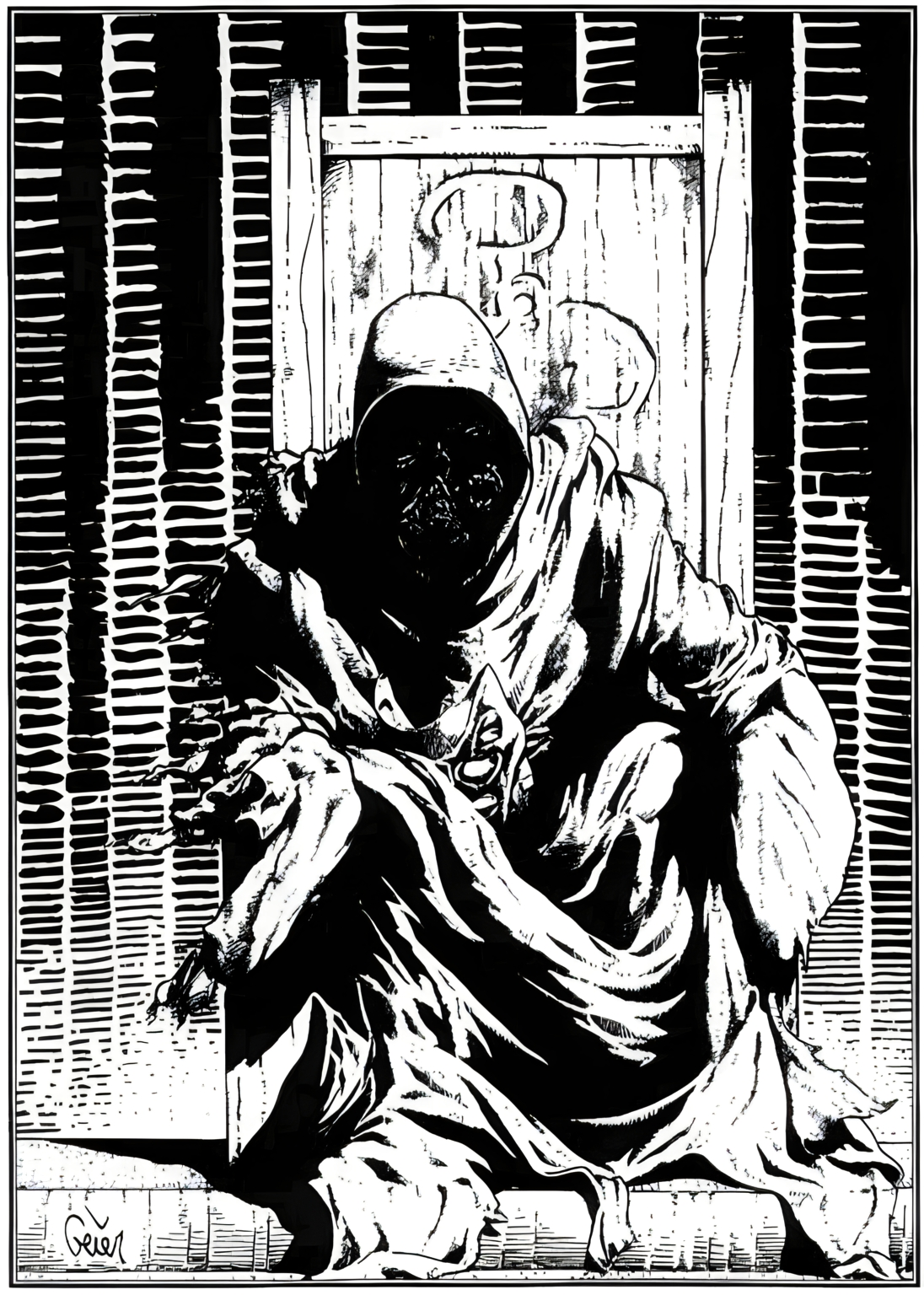
« Le Roi en jaune », illustration d'Earl Geier pour le scénario « Tatterdemalion » paru dans le supplément Expériences fatales du jeu de rôle L'Appel de Cthulhu publié par Chaosium.

- L'Appel de Cthulhu est un jeu de rôle créé aux États-Unis créé en 1981 par Sandy Petersen et édité par Chaosium. En France, il a été publié par Jeux Descartes jusqu'en 2005, avec  la 5e édition. La licence du jeu a été reprise par les Éditions Sans-Détour en 2008, à compter de la sortie de la sixième édition française. Le titre provient de la nouvelle du même nom écrite par H. P. Lovecraft. Une version D20 a également été créée en 2001 par Monte Cook et John Tynes.
- Trail of Cthulhu est un jeu de rôle créé par Kenneth Hite, édité en 2007 par Pelgrane Press et publié en France par Le Septième Cercle[2].
- Lovecraftesque est un jeu de rôle créé par Josh Fox et Becky Annison, édité en 2016 par Black Armada et publié en France par 500NDG en 2019. Contrairement au JdR classique L’Appel de Cthulhu, Lovecraftesque est un jeu sans MJ avec un seul personnage central ; l'objectif[3] de ce rôle tournant de « Témoin » étant de se rapprocher de l'ambiance des récits de HP Lovecraft où le personnage tombe par hasard sur l'horreur et se trouve toujours démuni face aux évènements.
- Dans le jeu de rôle Donjons et Dragons, une aberration aquatique nommée « Cthuul », de grande taille, possédant des tentacules et des pinces, d'alignement chaotique mauvais, est sans doute un clin d'œil à Cthulhu. Par ailleurs, Cthulhu apparaissait tel quel dans la première édition du supplément Deities & Demigods (en), mais il fut ensuite retiré à cause d'un problème de droits. La première version du Deities comprenait également tout le panthéon Cthonien.
- Call of Catthulhu est un jeu de rôle parodiant L'Appel de Cthulhu, les joueurs y incarnant des chats[4].
- Le jeu de rôle Naheulbeuk, dans son extension Les Confins du Givre, présente un « Démon Tentaculaire », qui semble « venu qu'un plan inconnu », qui serait une référence à Cthulhu.

### Jeux de plateau
- Horreur à Arkham est un jeu de plateau coopératif où chaque joueur incarne un investigateur qui va s'efforcer d'aller fermer les portails permettant à un Grand Ancien de réinvestir notre monde. Créé par Richard Launius, le jeu est sorti dans une première version éditée en 1987 par Chaosium. Une version remaniée voir le jour en 2005, éditée par Fantasy Flight Games et traduite en France par Edge. Il existe à l'heure actuelle de nombreuses extensions permettant de dérouler l'action notamment dans d'autres villes du mythe (Dunwich, Kingsport, Innsmouth) ou en ajoutant d'autres thèmes (une exposition égyptienne arrive en ville, le culte Chèvre Noire des Bois, le Rôdeur devant le Seuil...).
- Les Demeures de l'épouvante (et ses extensions et scénarios) est un jeu coopératif reprenant le même univers graphique qu’Horreur à Arkham, mais à une échelle plus tactique, lors de l'exploration d'une maison hantée.
- Le Signe des Anciens est un jeu coopératif qui reprend le même univers graphique qu’Horreur à Arkham, mais axé autour de lancers de dés permettant de résoudre des enquêtes (de manière similaire à un jeu de Yams). Un à huit joueurs incarnent des investigateurs luttant pour combattre un des Grands Anciens, des créatures gigantesques demeurant dans l’espace entre les dimensions. En lançant des dés spéciaux, les joueurs vont vivre des aventures dans le musée et ses alentours, où se concentrent ces étranges créatures. La version originale de Fantasy Flight Games est éditée en France par Edge.
- Le jeu Cthulhu Wars présente le combat des différentes factions rattachées aux Grands Anciens afin de plonger le monde dans le chaos.
- Créatures et Cultistes est un jeu de société parodiant le Mythe de Cthulhu. Il a été créé en 1993 par Jeff Barber et John Tynes, et illustré par John Kovalic.
- Salem : l'Ombre de Cthulhu est un jeu coopératif de 2 à 4 joueurs dans l'univers de H. P. Lovecraft d'après le roman de Wolfgang Hohlbein. La version française a été éditée en 2009 par Iello.
- La série de jeux de société Munchkin, créée par Steve Jackson, inclus une version nommé Munchkin Cthulhu.
- Les Contrées de l'horreur est un jeu coopératif basé sur le jeu Horreur à Arkham mais se déroulant dans le monde entier. Sorti chez Fantasy Flight Games en 2013.

### Jeux de cartes
- Mythos, un jeu de cartes à collectionner. Sorti chez Chaosium en 1996.
- L'Appel de Cthulhu, un jeu de cartes évolutif. Sorti chez Fantasy Flight Games en 2004.
- Hecatomb, un jeu de cartes à collectionner. Sorti chez Wizards of the Coast en 2005.
- Horreur à Arkham LCG, un jeu de cartes évolutif coopératif. Sorti chez Fantasy Flight Games en 2016.

## Jeux vidéo
Lovecraft est un auteur littéraire très adapté dans le monde de l'horreur vidéo-ludique. The Hound of Shadow sort en 1989, suivi en en 1993 par Shadow of the Comet (aussi publié sous le nom de Call of Cthulhu: Shadow of the Comet), jeu vidéo d'aventure développé et édité par Infogrames. Sa suite, Prisoner of Ice, sort sur PC en 1995.
L'un des premiers jeux ayant pour thème l'univers lovecraftien est Incantation, sorti sur Amstrad CPC et Atari ST, par SoftHawk. Le jeu a l'originalité d'adapter l'univers de Lovecraft en le transposant dans l'ile fictive de Bretagne Shar Breiz, en 1928,.
Du côté du genre survival horror, l'univers lovecraftien a été une source d'influence et d'inspiration pour divers jeux. C'est notamment le cas de la série Alone in the Dark. D'autres jeux s'inspirent plus ou moins librement de cet univers, tel que Call of Cthulhu: Dark Corners of the Earth, sorti en 2005 et basé sur la nouvelle Le Cauchemar d'Innsmouth, ou encore The Sinking City, un jeu d'aventure sorti en 2019.
En 2018 sort aussi Call of Cthulhu: The Official Video Game, un RPG qui se base directement sur l'univers littéraire de Lovecraft et reprend des éléments du jeu de rôle L'Appel de Cthulhu.
Le 7 avril 2022, sort Forgive Me Father, un FPS reprenant les codes des premiers jeux de tirs, les doom-like. Sans narration très poussée, c'est surtout par son aspect cosmétique que le jeu s'intègre dans la mythologie lovecraftienne, la petite histoire l'intégrant aussi.

## Cinéma
- 1963 : La Malédiction d'Arkham de Roger Corman.
- 1965 : Le Messager du diable de Daniel Haller.
- 1970 : Horreur à volonté (The Dunwich Horror) de Daniel Haller.
- 1981 : La trilogie Evil Dead (série de films) de Sam Raimi ainsi que  son remake de 2013, met en scène le livre Necronomicon.
- 1985 : Re-Animator de Stuart Gordon, librement inspiré de la nouvelle Herbert West, réanimateur.
- 1986 : Aux portes de l'au-delà (From Beyond) de Stuart Gordon, adaptation de la nouvelle De l'au-delà.
- 1991 : Détective Philippe Lovecraft (Cast a Deadly Spell) de Martin Campbell.
- 1994 : Necronomicon de Christophe Gans, Brian Yuzna et Shūsuke Kaneko.
- 1995 : L'Antre de la folie de John Carpenter.
- 1995 : Chasseur de sorcières (Witch Hunt) de Paul Schrader, hommage à H. P. Lovecraft.
- 2001 : Dagon de Stuart Gordon, adaptation des nouvelles Dagon et Le Cauchemar d'Innsmouth
- 2003 : Maléfique d'Éric Valette.
- 2004 : Atomik Circus des frères Poiraud
- 2005 : The Call of Cthulhu (en)  de Sean Branney et Andrew Leman, film muet en noir et blanc.
- 2006 : Les Maîtres de l'horreur - Le Cauchemar de la sorcière de Stuart Gordon.
- 2007 : Cthulhu (film) de Dan Gildark.
- 2008 : Colour from the dark d'Ivo Gazzarrini[9]
- 2009 : The Last Lovecraft: Relic of Cthulhu de Henri Saine.
- 2010 : Le Territoire des Ombres - Première partie : Le secret des Valdemar de José Luis Alemán[10]
- 2010 : The Whisperer in Darkness de Sean Branney.
- 2012 : La Cabane dans les bois de Drew Goddard, référence aux Grands Anciens (Great Old Ones).
- 2013 : Le Territoire des Ombres - Deuxième partie : Le Monde Interdit de José Luis Alemán.
- 2019 : Color Out of Space de Richard Stanley, adaptation de la nouvelle La Couleur tombée du ciel.
- 2020 : Underwater de William Eubank
- 2023 : Gueules Noires de Mathieu Turi

## Télévision
- Dans la saison 14 de la série animée South Park, Cthulhu surgit dans notre dimension à cause d'une erreur de forage marin commise par la société pétrolière BP (renommée DP). Le Grand Ancien et Eric Cartman (alias « le Coon ») nouent une amitié rappelant Mon voisin Totoro sur le mode parodique. Ils se coalisent ensuite pour terroriser la Terre entière et écrabouiller notamment Justin Bieber[11],[12],[13],[14].
- Le générique de début de la série animée Rick et Morty montre Cthulhu en train de poursuivre les protagonistes[15].

- L'épisode 2 de la saison 4 de la série américaine Warehouse 13 met en scène la clé de la porte des rêves. Ayant appartenu à H.P. Lovecraft, la clé transforme en monstre tentaculaire la personne qui la tient. L'effet cesse dès que l'utilisateur lâche la clé[16].

## Musique
Dans le domaine musical, de nombreux groupes, en particulier de rock et de heavy metal, ont composé des chansons en s'inspirant du Mythe.